# 1-Méthylinosine
La 1-méthylinosine (m1I) est un nucléoside dont la base nucléique est la 1-méthylhypoxanthine, un dérivé méthylé de l'hypoxanthine, l'ose étant le β-D-ribofuranose. Elle est présente naturellement dans certains ARN de transfert ; un résidu de m1I se trouve par exemple dans le bras de l'anticodon de l'ARNtAla :

ARNt d'alanine chez la levure. La 1-méthylinosine est notée m1I.